# ラルフ・ヤーボロー
ラルフ・ウェブスター・ヤーボロー（Ralph Webster Yarborough, 1903年7月8日 - 1996年1月27日）は、アメリカ合衆国の政治家。連邦上院議員（テキサス州選出、1957年 - 1971年）を務める。上院では厚生・労働委員長（1969年 - 1971年）として活躍。所属政党は民主党。

## 初期の経歴
テキサス州東部のチャンドラーで、9人兄弟の7人目の子として生まれる。1919年にはウェストポイントの陸軍士官学校に入学するも1年で脱落、サム・ヒューストン州立師範学校に通い、教師となる。生まれ故郷ヘンダーソン・カウンティのいくつかの学校で教師をするかたわら、テキサス大学に通学。1927年にテキサス大学のロー・スクールを卒業する。テキサス州西部、ニューメキシコ州との州境に近いエルパソの法律事務所に就職し、法曹界に入る。1931年、テキサス州司法長官（検事総長）より司法長官補に任命される。公有地における石油採掘を制限する立場から、ミッドカンザス石油ガス会社の採掘権に反対する判断を下したことで、一躍有名となる。1936年には、テキサス州第53区裁判所の判事に任命される。1938年に、民主党のテキサス州司法長官予備選に立候補するも3位に終わる。その後、第二次世界大戦に陸軍士官として従軍する。

## 政治経歴
1952年に再び州司法長官に立候補するよう周囲に促されるが、当時のテキサス州知事、アラン・シヴァーズの反対にあう。この際シヴァーズ知事がヤーボローを公然と中傷したため、彼はシヴァーズに対抗して民主党のテキサス州知事予備選に立候補を決意する。当時のテキサス州政界は民主党の一党支配の下にあり、共和党など他党の候補との間で争われる本選挙は有名無実であった。そのため、民主党の予備選が事実上の当選者を決定した。テキサス州民主党内では、保守派とリベラル派の間での激しい対立があり、それが予備選挙に反映された。かねてよりリベラル派であったヤーボローは、労働組合の支援を得て保守派のシヴァーズに挑戦したが及ばなかった。1954年にも再びシヴァーズと争ったが、再度敗れた。
1956年に、みたび民主党のテキサス州知事予備選に立候補した。今度はリー・オダニエル元知事の支持を得、現職知事のシヴァーズが推すプライス・ダニエル上院議員相手に決選投票に持ち込む善戦を展開した。決選投票において、ヤーボローは勝利を収めると見られていたが、わずか9000票差で敗れた。だが、ヤーボローやその支持者、伝記作家たちは実際にはヤーボローが30000票差で勝ったと考えている。シヴァーズの影響下にあった州当局が、ヤーボローの地盤である州東部での開票結果を不正に操作したために敗れたのだと彼らは主張する。
しかし、ヤーボローは州知事となったダニエルの後継を巡る上院議員補欠選挙に勝利し、上院議員に就任する。翌1958年には民主党予備選で、党内保守派のウィリアム・バークレーを降し再選された。既に1950年代から民主党保守派が共和党の候補を支援するなど、テキサス州における民主党の一党支配は二大政党制へと再編されつつあった。1961年にはジョン・タワー上院議員が南北戦争の再建期以降初めて共和党員としてテキサス州選出の連邦上院議員に選出され、政界再編の流れは加速した。だが、依然民主党の一党優位体制は維持され、党内では後に共和党員となるジョン・コナリー知事を中心とする保守派とリベラル派の対立が続いた。ヤーボローはリベラル派の中心的指導者であり、上院議員としてもリベラルな投票行動で知られた。同じテキサス州出身のリンドン・ジョンソン大統領の「偉大な社会」計画を支持し、推進した。メディケア（高齢者保険）、メディエイド（低所得者保険）の拡充など社会保障政策の充実に中心的な役割を果たし、「貧困との戦い」に精力を注いだ。
アメリカ連合国に加盟した州から選出された上院議員としてただ一人、1964年公民権法に賛成するなど、他の南部出身の議員と異なりアフリカ系への公民権付与に熱心でもあった。
1964年、ヤーボローは再選に当たって共和党のジョージ・ハーバート・ウォーカー・ブッシュ候補の厳しい挑戦を受けた。ブッシュはヤーボローを「極左」、「扇動政治家」などと形容し厳しく批判した。対してヤーボローは、ニューイングランドで生まれ育ったブッシュを、「渡り政治屋」、「富裕な東部出身者」、「バリー・ゴールドウォーター並みの極右」と攻撃した。ヤーボローは56.2%の票を得て再選を果たした。
ジョンソン政権の国内政策に対する強固な支持者であった一方で、ヤーボローは次第に政権の外交・安全保障政策、とりわけヴェトナム政策に批判的な立場に転じた。彼は反戦綱領を掲げるロバート・ケネディ上院議員を1968年の民主党大統領予備選で支持し、ケネディの暗殺後は同じく反戦候補のユージーン・マッカーシー候補を支持した。
1970年、ヤーボローは再選を目指すも、民主党の予備選で保守的なロイド・ベンツェン元下院議員に敗れた。ヤーボローは保守的なテキサス州において、ニューディーラーの流れを汲む最後のリベラル派上院議員であった。